# Russkaja igra
Russkaja igra (russisk: Русская игра) er en russisk spillefilm fra 2007 af Pavel Tjukhraj.

## Medvirkende
- Sergej Garmasj som Stepan Utesjitelnyj
- Sergej Makovetskij som Pjotr Sjvokhnjov
- Andrej Merzlikin som Krugel
- Giuliano Di Capua som Lukino Fortsa
- Dmitrij Vysotskij som Aleksandr Glov